# Korkeasaari (ö i Finland, Norra Savolax, Kuopio, lat 63,06, long 27,35)
Korkeasaari är en ö i Finland. Den ligger i sjön Kallavesi (norra delen) och i kommunen Kuopio i den ekonomiska regionen  Kuopio ekonomiska region  och landskapet Norra Savolax, i den centrala delen av landet, 300 km norr om huvudstaden Helsingfors. Öns area är 10,6 hektar och dess största längd är 0,6 kilometer i öst-västlig riktning.